# Teretia acus
Teretia acus é uma espécie de gastrópode do gênero Teretia, pertencente a família Raphitomidae.